# Klirens
U medicini, klirens je mera renalne eksrecione sposobnosti, kapaciteta organizma da se oslobodi leka u jedinici vremena. Mada u klirensu može da učestvuje više organa, ovaj proces je praktično sinoniman sa renalnim klirensom ili renalnim klirensom plazme. Svaka supstanca ima specifičnan način uklanjanja koji zavisi od njenih filtracionih karakteristika. Klirens je funkcija glomerularne filtracije, sekrecije iz peritubularnih kapilara do nefrona, i reapsorpcije iz nefrona nazad u peritubularne kapilare. Klirans je konstantan u kinitici prvog stepena, zato što se konstantna frakcija leka eliminiše u jedinici vremena.

## Definicija
U kontekstu funkcije bubrega, smatra se da je klirens količina tečnosti izfiltrirane iz krvi koju obrade bubrezi ili količina prečišćene krvi u jedinici vremena, pošto ima jedinice zapreminskog protoka [ zapremina / vreme]. Međutim, on se ne odnosi na realnu vrednost; „bubrezi ne uklanjaju potpuno supstancu iz totalnog renalnog protoka plazme“. Sa stanovišta masenog transfera i fiziologije, volumetrijski krvni protok (u mašini za dijalizu i/ili bubrezima) je samo jedan od nekoliko faktora koji određuju krvnu koncentraciju i stepen uklanjanja supstance iz tela. Drugi faktori su koeficijent masenog transfera, protok dijalizata i recirkulacija dijalizata pri hemodijalizi, kao i glomerularna brzina filtracije i tubularna reapsorpciona brzina bubrega. Fiziološka interpretacija klirensa (u stacionarnom stanju) je da je klirens odnos generisanja mase i krvne (ili plazmene) koncentracije.
Njegova definicija sledi iz diferencijalne jednačine koja opisuje eksponencijalni raspad i koristi se kao model funkcionisanja bubrega i mašina za hemodijalizu:
{\displaystyle V{\frac {dC}{dt}}=-K\cdot C+{\dot {m}}\qquad (1)}
gde je:
- {\displaystyle {\dot {m}}}, brzina generisanja mase - podrazumeva se da je konstantna, i.e. nije funkcija vremena (jednaka je nuli za strane supstance/lekove) [] ili []
- , trajanje dijalize ili vreme nakon injekcije supstance/leka [] ili []
- , volumen distribucije ili totalna telesna voda [] ili []
- , klirens [n] ili []
- , koncentracija [] ili []

U gornjoj definiciji je {\displaystyle {\frac {dC}{dt}}} prvi izvod koncentracije po vremenu, i.e. promena koncentracije po vremenu.
On se izvodi iz masenog balansa.
Klirens supstance se u nekim slučajevima izražava kao inverzna vremenska konstanta, koja opisuje brzinu uklanjanja supstance iz tela podeljenu volumenom distribucije (ili totalnom telesnom vodom).
U stacionarnom stanju, on se definiše kao brzina generacije mase supstance (koja je jednaka brzini uklanjanja mase) podeljenoj koncentracijom supstance u krvi.